# Тејлоров полином
Тејлорови редови се користе у анализи да се представи дата функција у околини неке тачке по избору као бесконачна сума чланова који се израчунавају из вредности извода функције у тој тачци. Ови редови су добили име по математичару Бруку Тејлору. Сродне тема је наравно Тејлорова формула, којом се служимо да функцију представимо као бесконачан ред.

## Дефиниција
Тејлоров ред за неку сталну функцију {\displaystyle f(x)} са бесконачно пуно извода за изабрану тачку {\displaystyle a} јесте дефинисан овако:
{\displaystyle f(a)+{\frac {f'(a)}{1!}}(x-a)+{\frac {f''(a)}{2!}}(x-a)^{2}+\cdots +{\frac {f^{(n)}(a)}{n!}}(x-a)^{n}+\cdots }
{\displaystyle =\sum _{n=0}^{\infty }{\frac {f^{(n)}(a)}{n!}}(x-a)^{n}}
Тејлоровим остатком {\displaystyle R_{n}^{a}(x)} полинома називамо део за који се разликује функција и Тејлоров полином, тј. грешку која се при таквој апроксимацији функције полиномом прави, и он износи:
{\displaystyle R_{n}^{a}(x)={\frac {1}{n!}}\int _{a}^{x}(x-t)^{n}f^{(n+1)}(t)dt}
Тако се свака функција може представити као збир одговарајућег Тејлоровог полинома за тачку {\displaystyle a} коју смо ми сами изабрали и грешке коју смо направили том апроксимацијом:
{\displaystyle f(x)=T_{n}(x)+R_{n}(x)}
Када функција има више аргумената, примењујемо:
{\displaystyle T(x_{1},\cdots ,x_{d})=\sum _{n_{1}=0}^{\infty }\cdots \sum _{n_{d}=0}^{\infty }{\frac {\partial ^{n_{1}}}{\partial x_{1}^{n_{1}}}}\cdots {\frac {\partial ^{n_{d}}}{\partial x_{d}^{n_{d}}}}{\frac {f(a_{1},\cdots ,a_{d})}{n_{1}!\cdots n_{d}!}}(x_{1}-a_{1})^{n_{1}}\cdots (x_{d}-a_{d})^{n_{d}}}
У случају да добијемо вишедимензионалну функцију, користимо се следећом методом:
{\displaystyle T(\mathbf {x} )=f(\mathbf {a} )+\nabla f(\mathbf {a} )^{T}(\mathbf {x} -\mathbf {a} )+{\frac {1}{2}}(\mathbf {x} -\mathbf {a} )^{T}\nabla ^{2}f(\mathbf {a} )(\mathbf {x} -\mathbf {a} )+\cdots }
где је {\displaystyle \nabla f(\mathbf {a} )} градијент, а {\displaystyle \nabla ^{2}f(\mathbf {a} )} Хесова матрица.
Извод нултог реда од f се дефинише као сама f и (x − a)0 и 0! су по дефиницији једнаки 1. Кад је a = 0, серија се исто тако назива Маклоренов ред.

## Конвергентност
Тејлоров ред не мора по правилу да конвергира за све {\displaystyle x}. У ствари, он конвергира само онда када остатак, {\displaystyle R_{n}(x)=f(x)-T_{n}(x)}, конвергира према 0.
Када је {\displaystyle f(x)} сама степени ред око тачке {\displaystyle a}, онда је Тејлоров ред идентичан са њим.

## Примери
Маклоренов ред за било који полином је поново полином. Маклоренов ред за (1 − x)−1 је геометријски ред
{\displaystyle 1+x+x^{2}+x^{3}+\cdots \!}
тако да Тејлоров ред за x−1 u  = 1
{\displaystyle 1-(x-1)+(x-1)^{2}-(x-1)^{3}+\cdots .\!}
Интеграцијом горњег Маклореновог реда проналази се Маклоренов ред за −log(1  − x), gde log означава природни логаритам:
{\displaystyle x+{\frac {x^{2}}{2}}+{\frac {x^{3}}{3}}+{\frac {x^{4}}{4}}+\cdots \!}
а одговарајући Тејлоров ред за log(x) у a = 1 је
{\displaystyle (x-1)-{\frac {(x-1)^{2}}{2}}+{\frac {(x-1)^{3}}{3}}-{\frac {(x-1)^{4}}{4}}+\cdots .\!}
Тејлоров ред за експоненцијалну функцију {\displaystyle e^{x}} у {\displaystyle a=0} је
{\displaystyle 1+{\frac {x^{1}}{1!}}+{\frac {x^{2}}{2!}}+{\frac {x^{3}}{3!}}+{\frac {x^{4}}{4!}}+{\frac {x^{5}}{5!}}+\cdots \qquad =\qquad 1+x+{\frac {x^{2}}{2}}+{\frac {x^{3}}{6}}+{\frac {x^{4}}{24}}+{\frac {x^{5}}{120}}+\cdots .\!}
Горњи израз важи зато што је деривација од ex такође ex, а 0 једнако је 1. Ово оставља чланове (x − 0) у бројиоцу, а n! остају у имениоцу за сваки члан у бесконачној суми.

### Пример функције која се не да апроксимирати уз помоћ Тејлорових редова
Тејлоров ред не конвергира увек ка функцији. У следећем примеру Тејлоров ред не одговара функцији ни у једној тачки:
{\displaystyle f(x)={\begin{cases}0&{\mbox{kada }}x\leq 0\\\mathrm {e} ^{-1/x}&{\mbox{kada }}x>0\end{cases}}}
За вредности {\displaystyle x\leq 0} извод горње функције је 0. То значи да за свако изабрано {\displaystyle a\leq 0} добијамо Тејлоров полином који је увек нула. За случај {\displaystyle a>0} добијамо ред који конвергира само у интервалу {\displaystyle [0,2a]}.

## Тејлоров ред са радијусом конвергенције већим од нуле
Многе функције можемо представити као степене редове, који су истовремено и Тејлоров ред те исте функције.

### Експоненцијална функцијаилогаритам
{\displaystyle e^{x}=\sum _{n=0}^{\infty }{\frac {x^{n}}{n!}}}
{\displaystyle \log(1+x)=\sum _{n=1}^{\infty }(-1)^{n-1}{\frac {x^{n}}{n}},\ \ \ \ -1<x\leq +1}
У пракси овај ред конвергира често преспоро, те се зато користи следећа варијанта:
{\displaystyle \log \left({\frac {1+x}{1-x}}\right)=2\sum _{k=0}^{\infty }{\frac {x^{2k+1}}{2k+1}},\ \ \ \ -1<x<+1}
Када изаберемо {\displaystyle x:={\frac {y-1}{y+1}}} за неко {\displaystyle y>0}, овај ред конвергира ка {\displaystyle \log(y)}.

### Тригонометријске функције
За {\displaystyle a=0} добијамо следеће редове:
{\displaystyle \sin(x)=\sum _{n=0}^{\infty }(-1)^{n}{\frac {x^{2n+1}}{(2n+1)!}}}
{\displaystyle \cos(x)=\sum _{n=0}^{\infty }(-1)^{n}{\frac {x^{2n}}{(2n)!}}}
{\displaystyle \tan(x)=\sum _{n=1}^{\infty }{\frac {B_{2n}(-4)^{n}(1-4^{n})}{(2n)!}}x^{2n-1},\quad \left|x\right|<{\frac {\pi }{2}}}, притом је {\displaystyle B_{2n}} {\displaystyle 2n} по реду Бернулијев број.
{\displaystyle \sec(x)=\sum _{n=0}^{\infty }{\frac {(-1)^{n}E_{2n}}{(2n)!}}x^{2n},\quad \left|x\right|<{\frac {\pi }{2}}}, где је {\displaystyle E_{2n}} {\displaystyle 2n} по реду Ојлеров број.

## Списак Тејлорових редова неких уобичајених функција
Такође погледајте: Списак математичких редова
Следи неколико важних проширења Маклоренових редова. Сва ова проширења важе за комплексне аргументе {\displaystyle x\!}.
Експоненцијална функција:
{\displaystyle \mathrm {e} ^{x}=\sum _{n=0}^{\infty }{\frac {x^{n}}{n!}}=1+x+{\frac {x^{2}}{2!}}+{\frac {x^{3}}{3!}}+\cdots {\text{ za sve }}x\!}
Природни логаритам:
{\displaystyle \ln(1-x)=-\sum _{n=1}^{\infty }{\frac {x^{n}}{n}}{\text{ za }}|x|\leq 1,\,x\not =1}
{\displaystyle \ln(1+x)=\sum _{n=1}^{\infty }(-1)^{n+1}{\frac {x^{n}}{n}}{\text{ za }}|x|\leq 1,\,x\not =-1}
Коначан геометријски ред:
{\displaystyle {\frac {1-x^{m+1}}{1-x}}=\sum _{n=0}^{m}x^{n}\quad {\mbox{ za }}x\not =1{\text{ i }}m\in \mathbb {N} _{0}\!}
Бесконачан геометријски ред:
{\displaystyle {\frac {1}{1-x}}=\sum _{n=0}^{\infty }x^{n}{\text{ za }}|x|<1\!}
Варијанте бесконачних геометријских редова:
{\displaystyle {\frac {x^{m}}{1-x}}=\sum _{n=m}^{\infty }x^{n}\quad {\mbox{ za }}|x|<1{\text{ i }}m\in \mathbb {N} _{0}\!}
{\displaystyle {\frac {x}{(1-x)^{2}}}=\sum _{n=1}^{\infty }nx^{n}\quad {\text{ za }}|x|<1\!}
Квадратни корен:
{\displaystyle {\sqrt {1+x}}=\sum _{n=0}^{\infty }{\frac {(-1)^{n}(2n)!}{(1-2n)n!^{2}4^{n}}}x^{n}{\text{ za }}|x|<1\!}
Биномни ред (укључујући квадратни корен за α = 1/2 и бесконачан геометријски ред за α = −1):
{\displaystyle (1+x)^{\alpha }=\sum _{n=0}^{\infty }{\alpha  \choose n}x^{n}\quad {\mbox{ za sve }}|x|<1{\text{ i sve kompleksne }}\alpha \!}
са општим биномним коефицијентима
{\displaystyle {\alpha  \choose n}=\prod _{k=1}^{n}{\frac {\alpha -k+1}{k}}={\frac {\alpha (\alpha -1)\cdots (\alpha -n+1)}{n!}}.\!}
Тригонометријске функције:
{\displaystyle \sin x=\sum _{n=0}^{\infty }{\frac {(-1)^{n}}{(2n+1)!}}x^{2n+1}\quad =x-{\frac {x^{3}}{3!}}+{\frac {x^{5}}{5!}}-\cdots {\text{ za sve }}x\!}
{\displaystyle \cos x=\sum _{n=0}^{\infty }{\frac {(-1)^{n}}{(2n)!}}x^{2n}\quad =1-{\frac {x^{2}}{2!}}+{\frac {x^{4}}{4!}}-\cdots {\text{ za sve }}x\!}
{\displaystyle \tan x=\sum _{n=1}^{\infty }{\frac {B_{2n}(-4)^{n}(1-4^{n})}{(2n)!}}x^{2n-1}\quad =x+{\frac {x^{3}}{3}}+{\frac {2x^{5}}{15}}+\cdots {\text{ za }}|x|<{\frac {\pi }{2}}\!}
Где је  Бернулијев број.
{\displaystyle \sec x=\sum _{n=0}^{\infty }{\frac {(-1)^{n}E_{2n}}{(2n)!}}x^{2n}{\text{ za }}|x|<{\frac {\pi }{2}}\!}
{\displaystyle \arcsin x=\sum _{n=0}^{\infty }{\frac {(2n)!}{4^{n}(n!)^{2}(2n+1)}}x^{2n+1}{\text{ za }}|x|<1\!}
{\displaystyle \arctan x=\sum _{n=0}^{\infty }{\frac {(-1)^{n}}{2n+1}}x^{2n+1}{\text{ za }}|x|\leq 1\!}
Хиперболичка функција:
{\displaystyle \sinh x=\sum _{n=0}^{\infty }{\frac {x^{2n+1}}{(2n+1)!}}=x+{\frac {x^{3}}{3!}}+{\frac {x^{5}}{5!}}+\cdots {\text{ za sve }}x\!}
{\displaystyle \cosh x=\sum _{n=0}^{\infty }{\frac {x^{2n}}{(2n)!}}=1+{\frac {x^{2}}{2!}}+{\frac {x^{4}}{4!}}+\cdots {\text{ za sve }}x\!}
{\displaystyle \tanh x=\sum _{n=1}^{\infty }{\frac {B_{2n}4^{n}(4^{n}-1)}{(2n)!}}x^{2n-1}=x-{\frac {z^{3}}{3}}+{\frac {2}{15}}z^{5}-{\frac {17}{315}}z^{7}+\cdots {\text{ za }}|x|<{\frac {\pi }{2}}\!}
{\displaystyle \mathrm {arsinh} (x)=\sum _{n=0}^{\infty }{\frac {(-1)^{n}(2n)!}{4^{n}(n!)^{2}(2n+1)}}x^{2n+1}{\text{ za }}|x|<1\!}
{\displaystyle \mathrm {artanh} (x)=\sum _{n=0}^{\infty }{\frac {x^{2n+1}}{2n+1}}{\text{ za }}|x|<1\!}
Ламбертова W функција:
{\displaystyle W_{0}(x)=\sum _{n=1}^{\infty }{\frac {(-n)^{n-1}}{n!}}x^{n}{\text{ za }}|x|<{\frac {1}{\mathrm {e} }}\!}
Бројеви , који се појављују у сумирању при развијању tan(x) и tanh(x) представљају Бернулијев број.  у развијању sec(x) је Ојлеров број.